# Graham Arnold
Graham Arnold, avstralski nogometaš in trener, * 3. avgust 1963.
Za avstralsko reprezentanco je odigral 54 uradnih tekem in dosegel 19 golov.